# Palani Chettipatti
Palani Chettipatti es una ciudad y nagar Panchayat situada en el distrito de Theni en el estado de Tamil Nadu (India). Su población es de 14879 habitantes (2011). Se encuentra a 5 km de Theni.

## Demografía
Según el censo de 2011 la población de Palani Chettipatti era de 14879 habitantes, de los cuales 7449 eran hombres y 7430 eran mujeres. Palani Chettipatti tiene una tasa media de alfabetización del 87,52%, superior a la media estatal del 80,09%: la alfabetización masculina es del 92,79%, y la alfabetización femenina del 82,32%.